# Цингерле, Пий
Пий Цингерле (нем. Pius Zingerle, при рождении Петер Якоб Цингерле (нем. Peter Jacob Zingerle); 17 марта 1801, Меран, — 10 января 1881, аббатство Мариенберг) — австрийский востоковед и католический богослов.

## Биография
В 1819 году Петер ушел в бенедиктинский монастырь Мариенберг, расположенный в Финшгау. Затем изучал богословие в Инсбрукском университете. Успешно окончив университет в 1824 году, он получил место священника в Платте (Мос-ин-Пассайер).
В 1830 году был приглашен на должность профессора в меранскую гимназию, а в 1850 году стал её директором. В 1862 году Цингерле принял предложение Римского университета и в течение трех лет работал в нем профессором арабского и сирийского языков, а кроме этого, привлекался к работе в ватиканской библиотеке в качестве писца.
После возвращения вновь работал в меранской гимназии, а с 1871 года служил приором своей обители. В том же году стал членом Императорской академии наук.

## Избранные сочинения

### Переводчик
- Ephrams ausgewählte Schriften. — Innsbruck, 1830-37 (6 Bd.).
- Das syrische Festbrevier. — Villingen, 1846.

### Ответственный редактор
- Sechs Homilien des heiligen Jakob von Sarug. — Bonn, 1867.
- Chrestomathia syriaca. — Rom, 1871.
- Lexicon syriacum. — Rom, 1873.

### Автор
- Harfenklänge vom Libanon. — Innsbruck, 1840.
- Gedichte. — Innsbruck, 1843.
- Marienrosen aus Damaskus. — Innsbruck, 1853.